# Clemens Heringer
Clemens Heringer (* 14. Februar 1982 in Kaufbeuren) ist ein ehemaliger deutscher Eishockeytorwart.
Begonnen hat er seine Laufbahn im Nachwuchs des ESV Kaufbeuren, von dem er als damaliger U-18 Nationaltorhüter zur Saison 1999/2000 zu den Jungadlern Mannheim ging. Dort hielt es ihn zwei Jahre, bevor ein Jahr beim EV Füssen folgte.
In der Saison 2002/2003 war er bei den Eisbären Berlin sowie beim ETC Crimmitschau unter Vertrag. Bei diesem spielte er auch 2003/2004, bevor er 2004/2005 nach einem kurzen Intermezzo letztendlich zu seinem Heimatverein ESV Kaufbeuren zurückkehrte.
Verletzungsbedingt beendete er zu Beginn der Saison 2005/2006 seine Profilaufbahn und spielte danach noch als Vertragsamateur beim ESV Königsbrunn und beim FASS Berlin.